# Sam Morse
Sam Morse (27 maggio 1996) è uno sciatore alpino statunitense.

## Biografia
Attivo in gare FIS dal dicembre del 2012, Morse ha esordito in Nor-Am Cup l'11 dicembre 2013 a Copper Mountain in discesa libera (44º) e in Coppa del Mondo il 15 marzo 2017 ad Aspen nella medesima specialità (21º). Ha colto il primo podio in Nor-Am Cup il 6 dicembre 2017 a Copper Mountain in discesa libera (2º) e la prima vittoria il 7 dicembre 2022 a nelle medesime località e specialità; ai Mondiali di Saalbach-Hinterglemm 2025, sua prima presenza iridata, si è classificato 36º nella discesa libera. Non ha preso parte a rassegne olimpiche.

## Palmarès

### Mondiali juniores
- 1 medaglia:
  - 1 oro (discesa libera a Åre 2017)

### Coppa del Mondo
- Miglior piazzamento in classifica generale: 71º nel 2024

### Coppa Europa
- Miglior piazzamento in classifica generale: 51º nel 2019
- 2 podi:
  - 2 terzi posti

### Nor-Am Cup
- Miglior piazzamento in classifica generale: 6º nel 2018
- 12 podi:
  - 1 vittoria
  - 6 secondi posti
  - 5 terzi posti

#### Nor-Am Cup - vittorie
| Data            | Località        | Paese       | Specialità |
| --------------- | --------------- | ----------- | ---------- |
| 7 dicembre 2022 | Copper Mountain | Stati Uniti | DH         |

Legenda:

DH = discesa libera

### Campionati statunitensi
- 4 medaglie:
  - 1 argento (discesa libera[1] nel 2022)
  - 3 bronzi (discesa libera nel 2020; discesa libera, supergigante nel 2021)